# Popcorn (revistă)
Popcorn a fost o revistă pentru adolescenți din România, lansată în anul 1995.
Popcorn a fost  o revistă lunară, cu informații preponderent din lumea muzicii, recomandări, anchete și reportaje despre adolescenți, educație sexuală și help-line.
Revista este deținută de grupul media Edipresse AS România.